# Kulczyn (województwo lubelskie)
Kulczyn – wieś w Polsce położona w województwie lubelskim, w powiecie włodawskim, w gminie Hańsk.
| SIMC    | Nazwa      | Rodzaj    |
| ------- | ---------- | --------- |
| 0103579 | Granie     | część wsi |
| 0103585 | Pikulawka  | część wsi |
| 0103591 | Stara Wieś | część wsi |

Wierni Kościoła rzymskokatolickiego należą do parafii św. Stanisława w Wereszczynie.
W latach 1954–1959 wieś należała i była siedzibą władz gromady Kulczyn, po jej zniesieniu w gromadzie Hańsk. W latach 1975–1998 miejscowość administracyjnie należała do województwa chełmskiego.
Wieś stanowi sołectwo gminy Hańsk.  Według Narodowego Spisu Powszechnego z roku 2011 wieś liczyła 260 mieszkańców.
W latach 30. XX w. administratorem majątku Kulczyn był inż. Witold Boretti.